# مجلس الوزراء الوطني الأسترالي
مجلس الوزراء الوطني هو منتدى حكومي دولي خاص لصنع القرار يتألف من رئيس الكومنولث (رئيس الوزراء) ورؤساء الوزراء ورؤساء وزراء الولايات والأقاليم الأسترالية، الذي أنشئ في 13 آذار 2020 لتنسيق الاستجابة الوطنية لجائحة فيروس كورونا 2020 في أستراليا.

## التاريخ والوصف
تم الأعلان عن تشكيل مجلس الوزراء الوطني من قبل رئيس الوزراء سكوت موريسون في 13 آذار 2020 ،  بعد اجتماع مجلس الحكومات الأسترالية. وقد تم إنشاؤه من خلال اتفاقية «الشراكة الوطنية بشأن الاستجابة لكوفيد-19»  «لتنسيق وتقديم استجابة وطنية متسقة لكوفيد-19» خلال جائحة فيروس كورونا العالمي 2019-2020.
وقد تم وصفها بأنها مشابهة لحكومة الحرب في أستراليا خلال الحرب العالمية الثانية.
تُعقد اجتماعات الحكومة باستخدام مؤتمرات الفيديو الآمنة.

## الدور والمسؤوليات
مجلس الوزراء الوطني مسؤول عن المصادقة على الإجراءات الوطنية وتنسيقها في أستراليا استجابةً لوباء فيروس كورونا. يتم تقديم المشورة والدعم من قبل اللجنة الرئيسية لحماية الصحة الأسترالية  وهي هيئة قائمة تتكون من كبير الأطباء في الكومنولث، بريندان ميرفي، وكبار مسؤولي الصحة في كل من الولايات والأقاليم. تستخدم اللجنة الرئيسية لحماية الصحة الأسترالية النمذجة والبحوث والبيانات المتاحة حاليًا لإبلاغ القرارات التي يتخذها مجلس الوزراء الوطني.
قال رئيس الوزراء إن مجلس الوزراء الوطني لديه «وضع اجتماع مجلس الوزراء» على المستوى الفيدرالي، مما يعني أنه يتمتع بنفس السرية وحماية حرية المعلومات التي تتمتع بها الحكومة الفيدرالية، بموجب قانون حرية المعلومات لعام 1982. تستند السلطة القانونية لمعظم هذه البنية على الممارسة والاتفاقية، الواردة في دليل مجلس الوزراء الرسمي ؛  بشكل صارم، واستنادًا إلى نظام وستمنستر، فإن قرارات مجلس الوزراء لا تتمتع في حد ذاتها بسلطة قانونية. يأتي ذلك من المجلس التنفيذي الفيدرالي، الذي يمنح القوة القانونية للقرارات التي يتخذها مجلس الوزراء. «يجب على أعضاء مجلس الوزراء أن يدعموا علانية جميع قرارات الحكومة المتخذة في مجلس الوزراء، حتى لو لم يتفقوا معهم. ولا يمكن لوزراء مجلس الوزراء أن ينفصلوا عن قرارات زملائهم في مجلس الوزراء أو يتنصلوا منها ما لم يستقيلوا منه». تنص «الشراكة الوطنية بشأن استجابة كوفيد-19» في الجزء 6 (46) على أن الطرفين «لا يقصد ان أن يكون أي من أحكام هذه الاتفاقية قابلاً للتنفيذ قانونًيا».
تصف خبيرة السياسة العامة جنيفر مينزيس مجلس الوزراء الوطني بأنه «مجلس الحكومات الأسترالية باسم آخر» ، والذي قام بدور قيادي خلال وقت الأزمة الوطنية. وكتبت «على الرغم من أن مجلس الوزراء الوطني يسمى مجلس وزراء، إلا أنه من الناحية الفنية منتدى حكومي دولي. ولا تنطبق اتفاقيات وقواعد مجلس الوزراء، مثل تضامن مجلس الوزراء وأحكام السرية، على مجلس الوزراء الوطني. إن سلطته هي تلك التي يتمتع بها قادة جميع السلطات القضائية الأسترالية والتي تجلب للتفاوض نيابة عن الشعب، ولتنفيذ القرارات التي تم التوصل إليها. ويسمى هذا النموذج الفدرالية التنفيذية». في هذا النموذج، يتم تمثيل مواطني كل ولاية أو إقليم برؤساءهم المنتخبين، وتتمتع الولايات الأصغر بتمثيل متساوٍ. منتدى مثل مجلس الوزراء الوطني مفتوح للنقد باعتباره غير ديمقراطي، بما أنه تم تعليق دور البرلمان الأسترالي . ومع ذلك، فإن مجلس الوزراء الوطني يقوم على التفاوض والتوفيق بين الولايات، بدلاً من إرادة الأغلبية. بسبب تعليق البرلمان بدلاً من تأجيله (حله) ؛ فسيقر البرلمان تشريعًا بناءً على قرارات مجلس الوزراء الوطني. بمجرد انتهاء الأزمة، ستخضع جميع القرارات التي يتخذها مجلس الوزراء لرقابة العمليات الديمقراطية العادية وبالتالي سيكون مسؤول عن جميع القرارات المتخذة.

## العضوية الحالية
| الاسم               | المنصب                              | في المنصب منذ  | الحزب     |
| ------------------- | ----------------------------------- | -------------- | --------- |
| سكوت موريسون        | رئيس وزراء استراليا                 | 24 أغسطس 2018  | الليبرالي |
| غلاديس برجيكليان    | رئيس وزراء نيو ساوث ويلز            | 23 يناير 2017  | الليبرالي |
| دانيال اندروز       | رئيس وزراء فيكتوريا                 | 4 ديسمبر 2014  | العمال    |
| أناستاسيا بالاسكزوك | رئيسة وزراء كوينزلاند               | 14 فبراير 2015 | العمال    |
| مارك ماكجوان        | رئيس وزراء استراليا الغربية         | 17 مارس 2017   | العمال    |
| ستيفن مارشال        | رئيس وزراء جنوب أستراليا            | 19 مارس 2018   | الليبرالي |
| بيتر جوتوين         | رئيس الوزراء تسمانيا                | 20 يناير 2020  | الليبرالي |
| أندرو بار           | رئيس وزراء إقليم العاصمة الأسترالية | 11 ديسمبر 2014 | العمال    |
| مايكل جونر          | رئيس وزراء الإقليم الشمالي          | 31 أغسطس 2016  | العمال    |

## الاجتماعات والبيانات الصحفية
- 16 آذار 2020: الإعلان عن «تصعيد كبير» لمواجهة الجائحة، بناء على نصيحة اللجنة الرئيسية لحماية الصحة الأسترالية، مع تدابير إضافية من أجل الحد من انتقال أفراد المجتمع. وشملت هذه التدابير منع السفن السياحية من الرسو على الشواطئ، وتحسين فحص الوافدين، والعزل الذاتي الإلزامي لكل من يصل إلى أستراليا. كما قام مجلس الوزراء بتفعيل المرحلة الثانية من خطة الاستجابة الطارئة لقطاع الصحة الأسترالي لفيروس كورونا المستجد، والتي «تمكن الحكومات من اتخاذ إجراءات مستهدفة ... وتضمن تخصيص الموارد بشكل صحيح عند الحاجة وتخفيف المخاطر على الأشخاص المعرضين للخطر في المجتمع».[12]
- 25 آذار 2020: أعلن رئيس الوزراء عن إنشاء لجنة التنسيق الوطنية المعنية بكوفيد-19، ويوضح دور مختلف الهيئات: مجلس الوزراء الوطني «يواصل قيادة الاستجابة الوطنية على المستوى الحكومي. وتستمر كل من لجنة الأمن القومي التابعة لفرقة عمل المجلس المعنية بكوفيد-19 ولجنة مراجعة الإنفاق التابعة لمجلس الوزراء في اتخاذ القرارات التي تحدد استجابة الكومنولث لجائحة كوفيد-19 العالمية».[13]
- 29 آذار 2020: أشار مجلس الوزراء إلى أن معدل انتشار كوفيد-19 كان يتباطأ، ولكن الأرقام الإجمالية لا تزال في تزايد، ورحب بتطبيق فيروس كورونا الجديد وقناة الواتس آب التي أصدرتها الحكومة. وقد أعلن المجلس حدود جديدة للتجمعات الداخلية والخارجية لشخصين فقط (مع بعض الاستثناءات) ؛ وناقش المزيد من تدابير التباعد الاجتماعي ؛ وقدم المزيد من النصائح لكبار السن ؛ ووافق على وقف عمليات الإخلاء لستة أشهر قادمة لكل من الإيجارات التجارية والسكنية التي تعاني من ضائقة مالية.[14]

## المستقبل
كانت هناك اقتراحات بأن يستمر مجلس الوزراء الوطني على أساس دائم بعد انتهاء الجائحة، ليحل محل مجلس الحكومات الأسترالية. في 14 نيسان 2020 ، تم الإعلان عن قول رئيس الوزراء موريسون، «قد تثبت العمليات التي أنشأناها لمجلس الوزراء الوطني أنها طريقة أفضل لنظامنا الفيدرالي للعمل في المستقبل، ولكن هذه ستكون مسألة تناقش في وقت آخر.» وقال رئيس وزراء أستراليا الغربية مارك ماكجوان إنه لم يعترض أي من قادة الدول الآخرين عندما طرح فكرة استمرار الحكومة الوطنية. وقال أيضًا للصحيفة الأسترالية: «لقد أزالت عملية مجلس الوزراء الحدود السياسية التي يمكن أن تعيق مجلس الحكومات الأسترالية».